# Eduardo Sandrini
Eduardo Segundo Sandrini  (Bragado; 31 de mayo de 1908 - Buenos Aires; 21 de enero de 1963) fue un actor de cine y teatro argentino.

## Carrera
Era hijo de Doña Rosa Lagomarsino y del actor Luis Sandrini Novella, que después de haber  trabajado en el circo Rivera integró el elenco de la compañía teatral de los hermanos Petray y actuó en los filmes Un bebé de contrabando y El hijo de papá. Luego de recibirse de maestro en la Escuela Nacional de San Pedro, debutó en el teatro en la compañía de Enrique de Rosas y actuó en numerosas temporadas, algunas de ellas con su hermano Luis Sandrini, como en El baile de Edgar Neville, en que estuvieron acompañados por Malvina Pastorino.
Debutó en cine en la película Dancing (1933) dirigido por Luis José Moglia Barth, junto a Arturo García Buhr, Alicia Vignoli y Tito Lusiardo e intervino en 28 películas, de las cuales unas trece tenían también a su hermano como protagonista, entre ellas Cuando los duendes cazan perdices. En Cuatro corazones (1939) de Enrique Santos Discépolo con brilló junto a Gloria Guzmán, Tania, Irma Córdoba y Miguel Gómez Bao. En 1948 trabajó en México en el filme La sin ventura dirigido por Tito Davison. Siempre en el rol de reparto, solía encarnar a diversos "villanos" que hacían sufrir a los personajes interpretados por su hermano, por lo que solía recibir insultos y agresiones por parte de los admiradores de su hermano Luis.
También se desempeñó en el ambiente fílmico como ejecutivo de producción cuando su hermano cumplía funciones como productor cinematográfico.
En cuanto a su vida privada se casó desde 1929 hasta 1948 con la actriz Alicia Verón con quien tuvo un hijo y a quien había conocido en la compañía de Miguel Faust Rocha, durante una gira que realizaban por Villa Allende, Córdoba. Tiempo después se une en matrimonio con una mujer fuera del ambiente de nombre Blanca.
El actor Eduardo Sandrini falleció de septicemia el 21 de enero de 1963 en Buenos Aires, Argentina. Sus restos descansan en el Panteón de la Asociación Argentina de Actores del Cementerio de la Chacarita. Tenía 54 años.

## Filmografía
Actor
- Chafalonías  (1960)
- Fantoche  (1957)
- El hombre virgen  (1956)
- Cuando los duendes cazan perdices  (1955)
- Maldición gitana  (1953)
- Sombras en la frontera  (1951) ... Alfredo Roldán
- La culpa la tuvo el otro  (1950) ... Eduardo
- El hombre de las sorpresas  (1949) ... Enrique
- Juan Globo  (1949)
- Todo un héroe  (1949)
- La sin ventura  (1948)
- El diablo andaba en los choclos  (1946)
- Pasión imposible  (1943)

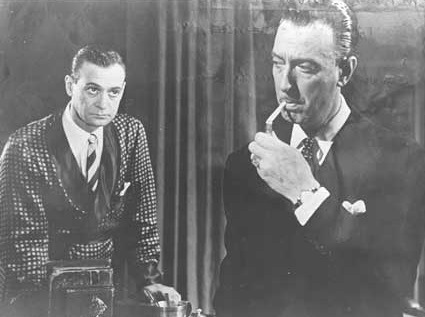
Luis Sandrini (1905-1980) junto a su hermano Eduardo en la película La Culpa la tuvo el otro (1950).

- La suerte llama tres veces  (1943)
- Peluquería de señoras  (1941)
- En la luz de una estrella  (1941)
- Si yo fuera rica  (1941) ... Ezequiel Mármol
- El mozo número 13  (1941) ... Dr. Dupé
- Caprichosa y millonaria  (1940)
- La luz de un fósforo  (1940) … Polo
- Un bebé de contrabando  (1940)
- La intrusa  (1939)
- Mandinga en la sierra  (1939)
- Cuatro corazones  (1939)
- El canillita y la dama  (1939)
- Bartolo tenía una flauta  (1939)
- Un tipo de suerte  (1938)
- Callejón sin salida  (1938)
- Melodías porteñas  (1937) ... Márquez
- Don Quijote del altillo  (1936) ... Martínez
- Dancing  (1933)

Productor
- Fantoche (1957)

## Teatro
- La mujer del otro (1944).
- Cuando los duendes cazan perdices, de Orlando Aldama (1949), estrenada en el Teatro Artigas de Montevideo.
- El baile (1954), presentada en el Teatro Astral.
- Juancito de la Ribera (1960), integrando la "Compañía Argentina de Sainetes del 900".